# Präsidentschafts- und Parlamentswahl in Peru 2006
Die Präsidentschafts- und Parlamentswahl in Peru 2006 fand am 9. April statt. Die Stichwahl der Präsidentenwahl wurde am 4. Juni durchgeführt.
Bei ihr wurden der Staatspräsident, zwei Vizepräsidenten, die Mitglieder des Kongress und fünf Mitglieder für das Andenparlament gewählt.
Die Inauguration des neugewählten Präsidenten wurde am 28. Juli 2006, dem peruanischen Nationalfeiertag, gefeiert.

## Präsidentschaftswahl

### Wahlaufruf
Der bisherige Präsident Alejandro Toledo verkündete das Datum der Wahl zu seiner Nachfolge am 8. Dezember 2005. Toledo konnte an der Wahl nicht teilnehmen, da eine Änderung der Verfassung aus dem Jahr 2001 eine direkte Wiederwahl verbietet.
Die Chancen gewählt zu werden wären für ihn aber auch sehr gering gewesen. Gegen Ende seines Amts waren gerade 19 Prozent der Peruaner mit Toledos Arbeit zufrieden. Zu seinen besten Zeiten hatte er eine Zustimmungsquote von 80 Prozent erreicht.

### Kandidaten
Für die Wahl zum Präsidenten ließen sich 24 Kandidaten aufstellen, so viel wie noch nie in der Geschichte Perus. Von den 24 Kandidaten führten nur 19 die Kampagne zu Ende. Alberto Fujimori wurde von der Wahl ausgeschlossen und drei weitere Kandidaten (Rafael Belaúnde Aubry, Fernando Olivera Vega und Marco Antonio Arrunátegui) zogen sich vor der Wahl zurück.
Folgendes waren die populärsten Kandidaten laut den Meinungsumfragen vor der Wahl.
| Politische Gruppierung  | Politische Gruppierung | Kandidaten                | Kandidaten                 | Kandidaten                 |
| Name                    | Art                    | für die Präsidentschaft   | für den 1. Vizepräsidenten | für den 2. Vizepräsidenten |
| ----------------------- | ---------------------- | ------------------------- | -------------------------- | -------------------------- |
| Alianza por el Futuro   | Koalition              | Martha Chávez             | Santiago Fujimori          | Rolando Souza              |
| Frente de Centro        | Koalition              | Valentín Paniagua Corazao | Alberto Andrade Carmona    | Gonzalo Aguirre Arriz      |
| Partido Aprista Peruano | Partei                 | Alan García Pérez         | Luis Giampietri Rojas      | Lourdes Mendoza del Solar  |
| Unidad Nacional         | Koalition              | Lourdes Flores Nano       | Arturo Woodman             | Luis Enrique Carpio        |
| Unión por el Perú       | Partei                 | Ollanta Humala            | Gonzalo García Núñez       | Carlos Alberto Torres Caro |

#### Alan García
Alan García, Präsident der Partido Aprista Peruano, war bereits Präsident Perus von 1985 bis 1990. Während dieser Zeit sank seine Popularität, er hat jedoch immer noch eine breite Basis im Land. Vor allem junge Wähler, welche seine Regierung nicht direkt miterlebt hatten, wählten García. Zu seinen Wahlversprechen gehörte mehr Investitionen für die soziale Entwicklung im armen Süden und die Trinkwasserversorgung aufzubringen. Er konnte die Wahl schließlich für sich entscheiden.

#### Lourdes Flores
Lourdes Flores, Präsidentin der Partei Unidad Nacional und früher Alberto Fujimori nahestehend, wurde laut den Umfragen vor allem von den Frauen stark unterstützt. Ihre Gegner warfen ihr vor, eine Kandidatin der Rechten oder der Unternehmen zu sein. Auch Hugo Chávez, Präsident Venezuelas, bezeichnete Flores als die Kandidatin der Peruanischen Oligarchie. Flores ignorierte die Kritik meistens oder reagierte mit sarkastischen Kommentaren.
Lourdes Flores wurde von den Unternehmern und Wall Street unterstützt und hatte sich mehrmals mit Vertretern aus diesen Kreisen getroffen. George W. Bush hatte Unterstützung für Lourdes Flores signalisiert.

#### Ollanta Humala
Der Präsident der Partei Partido Nacionalista Peruano kommt aus der Bewegung des Etnocacerismus. In seiner politischen Richtung bezog sich Humala positiv auf die Links- und Mitte-links-Regierungen in Bolivien, Brasilien, Chile, Uruguay und Venezuela. Er kündigte im Falle seiner Wahl an, die Verträge transnationaler Minengesellschaften zu überprüfen und die Privatisierungen rückgängig zu machen.

#### Valentín Paniagua
Valentín Paniagua war nach dem Rücktritt Alberto Fujimoris für einige Monate interimistischer Präsident Perus. Er war bis zu seinem Tod Präsident der Acción Popular und war Kandidat für Frente de Centro.

#### Martha Chávez
Martha Chávez ist die Präsidentin von Alianza por el Futuro, der Partei Alberto Fujimoris. Ihre Partei vertritt Fujimori, der momentan in Chile in Auslieferungshaft sitzt. Das Programm der Partei besteht mehrheitlich darin, Fujimori wieder an die Macht zu bringen.

### Umfragen

#### Erster Wahlgang
Für den ersten Wahlgang sagten die Umfragen folgende Prozentanteile voraus.
|                         | 10–11 Nov. 1 | 3–8 Dez. 2 | 11–13 Jan. 3 | 25–27 Jan. 4 | 8–10 Febr. 5 * | 22–24 Febr. 6 * | 8–10 März 7 * |
| ----------------------- | ------------ | ---------- | ------------ | ------------ | -------------- | --------------- | ------------- |
| Lourdes Flores (UN)     | 28 %         | 25 %       | 25 %         | 30 %         | 35 %           | 33 %            | 31 %          |
| Ollanta Humala (UPP)    | 11 %         | 22 %       | 28 %         | 22 %         | 25 %           | 26 %            | 30 %          |
| Alan García (APRA)      | 17 %         | 16 %       | 15 %         | 13 %         | 17 %           | 22 %            | 22 %          |
| Valentín Paniagua (FDC) | 17 %         | 14 %       | 10 %         | 8 %          | 8 %            | 7 %             | 5 %           |
| Martha Chávez (AF)      | N/A          | N/A        | 2 %          | 4 %          | 6 %            | 4 %             | 5 %           |

#### Zweiter Wahlgang
Käme es zu einem zweiten Wahlgang, würden die Wähler nach den Umfragen vor dem ersten Wahlgang wie folgt entscheiden.
|                   | 10–11 Nov. 1  | 3–8 Dez. 2    | 11–13 Jan. 3  | 25–27 Jan. 4  | 8–10 Febr. 5 * | 22–24 Febr. 6 * | 8–10 März 7 * |
| ----------------- | ------------- | ------------- | ------------- | ------------- | -------------- | --------------- | ------------- |
| Flores vs. Humala | 58 % vs. 23 % | 50 % vs. 35 % | 46 % vs. 39 % | 52 % vs. 34 % | 61 % vs. 39 %  | 60 % vs. 40 %   | 54 % vs. 46 % |
| Flores vs. García | 56 % vs. 23 % | 54 % vs. 26 % | 54 % vs. 25 % | 57 % vs. 22 % | 67 % vs. 33 %  | 62 % vs. 38 %   | 59 % vs. 41 % |
| Humala vs. García | 30 % vs. 31 % | 44 % vs. 31 % | 44 % vs. 29 % | 40 % vs. 30 % | 51 % vs. 49 %  | 50 % vs. 50 %   | 53 % vs. 47 % |

- 1 APOYO Umfrage 10.–11. November 2005, veröffentlicht am 13. November.[1]
- 2 APOYO Umfrage 3.–8. Dezember 2005, veröffentlicht am 11. Dezember.[2]
- 3 APOYO Umfrage 11.–13. Januar 2006, veröffentlicht am 15. Januar.[3]
- 4 APOYO Umfrage 25.–27. Januar 2006, veröffentlicht am 29. Januar.[4]
- 5 APOYO Umfrage 8.–10. Februar 2006, veröffentlicht am 13. Februar.
- 6 APOYO Umfrage 22.–24. Februar 2006, veröffentlicht am 27. Februar. : 74 % der Stimmen gültig.
- 7 APOYO Umfrage 8.–10. März 2006, veröffentlicht am 12. März.[5]: 74 % der Stimmen gültig.

*Hinweis: Diese Resultate beinhalten nur gültige Stimmen. Diese Umfragen sind also theoretisch aussagekräftiger als die anderen.

### Ergebnis
| Kandidaten                               | Parteien                                     | 1. Wahlgang | 1. Wahlgang | 2. Wahlgang | 2. Wahlgang |
| Kandidaten                               | Parteien                                     | Stimmen     | %           | Stimmen     | %           |
| ---------------------------------------- | -------------------------------------------- | ----------- | ----------- | ----------- | ----------- |
| Alan García                              | Alianza Popular Revolucionaria Americana     | 2.985.858   | 24,3        | 6.965.017   | 52,6        |
| Ollanta Humala                           | Unión por el Perú                            | 3.758.258   | 30,6        | 6.270.080   | 47,4        |
| Lourdes Flores                           | Unidad Nacional (PPC – PSN – RN)             | 2.923.280   | 23,8        |             |             |
| Martha Chávez                            | Alianza por el Futuro (C90 – NM – Sí Cumple) | 912.420     | 7,4         |             |             |
| Valentín Paniagua Corazao                | Frente de Centro (AP – Somos Perú – CNI)     | 706.156     | 5,8         |             |             |
| Humberto Lay Sun                         | Restauración Nacional                        | 537.564     | 4,4         |             |             |
| Susana Villarán                          | Concertación Descentralista (PDS – PHP)      | 76.106      | 0,6         |             |             |
| Jaime Salinas                            | Partido Justicia Nacional                    | 65.636      | 0,5         |             |             |
| Javier Diez Canseco                      | Partido Socialista                           | 60.955      | 0,5         |             |             |
| Natale Amprimo                           | Alianza para el Progreso                     | 49.332      | 0,4         |             |             |
| Pedro Koechlin von Stein                 | Con Fuerza Perú                              | 38.212      | 0,3         |             |             |
| Alberto Moreno                           | Movimiento Nueva Izquierda                   | 33.918      | 0,3         |             |             |
| Alberto Borea                            | Fuerza Democrática                           | 24.584      | 0,2         |             |             |
| Ulises Humala                            | Avanza País                                  | 24.518      | 0,2         |             |             |
| Ciro Gálvez                              | Renacimiento Andino                          | 22.892      | 0,2         |             |             |
| Javier Espinoza                          | Progresemos Perú                             | 13.965      | 0,1         |             |             |
| José Cardó Guarderas                     | Reconstrucción Democrática                   | 11.925      | 0,1         |             |             |
| Ántero Asto                              | Resurgimiento Peruano                        | 10.857      | 0,1         |             |             |
| Ricardo Wong                             | Y Se Llama Perú                              | 10.539      | 0,1         |             |             |
| Luis Guerrero                            | Perú Ahora                                   | 8.410       | 0,1         |             |             |
| Gesamt                                   | Gesamt                                       | 12.275.385  | 100         | 13.235.097  | 100         |
|                                          |                                              |             |             |             |             |
| Ungültige Stimmen                        | Ungültige Stimmen                            | 2.356.618   | 16,1        | 1.233.181   | 8,5         |
| Wähler                                   | Wähler                                       | 14.632.003  | 88,7        | 14.468.278  | 87,7        |
| Wahlberechtigte                          | Wahlberechtigte                              | 16.494.906  |             | 16.494.906  |             |
|                                          |                                              |             |             |             |             |
| Quellen: ONPE, 1. Wahlgang – 2. Wahlgang |                                              |             |             |             |             |

## Parlamentswahl

### Ergebnis
| Listen                                             | Stimmen    | %    | Mandate |
| -------------------------------------------------- | ---------- | ---- | ------- |
| Unión por el Perú                                  | 2.274.797  | 21,2 | 45      |
| Alianza Popular Revolucionaria Americana           | 2.213.623  | 20,6 | 36      |
| Unidad Nacional (PPC – PSN – RN)                   | 1.648.717  | 15,3 | 17      |
| Alianza por el Futuro (C90 – NM – Sí Cumple)       | 1.408.069  | 13,1 | 13      |
| Frente de Centro (AP – Somos Perú – CNI)           | 760.261    | 7,1  | 5       |
| Perú Posible                                       | 441.462    | 4,1  | 2       |
| Restauración Nacional                              | 432.209    | 4,0  | 2       |
| Alianza para el Progreso                           | 248.400    | 2,3  | –       |
| Frente Independiente Moralizador                   | 156.433    | 1,5  | –       |
| Fuerza Democrática                                 | 153.437    | 1,4  | –       |
| Partido Justicia Nacional                          | 151.167    | 1,4  | –       |
| Partido Socialista                                 | 134.166    | 1,2  | –       |
| Movimiento Nueva Izquierda                         | 133.106    | 1,2  | –       |
| Avanza País                                        | 122.654    | 1,1  | –       |
| Concertación Descentralista (PDS – PHP)            | 91.784     | 0,9  | –       |
| Frente Popular Agrícola del Perú                   | 85.019     | 0,8  | –       |
| Renacimiento Andino                                | 75.445     | 0,7  | –       |
| Con Fuerza Perú                                    | 71.385     | 0,7  | –       |
| Perú Ahora                                         | 46.443     | 0,4  | –       |
| Reconstrucción Democrática                         | 28.775     | 0,3  | –       |
| Proyecto País                                      | 21.534     | 0,2  | –       |
| Resurgimiento Peruano                              | 20.579     | 0,2  | –       |
| Y Se Llama Perú                                    | 19.859     | 0,2  | –       |
| Progresemos Perú                                   | 13.999     | 0,1  | –       |
| Gesamt                                             | 10.753.323 | 100  | 120     |
|                                                    |            |      |         |
| Ungültige Stimmen                                  | 3.871.557  | 26,5 |         |
| Wähler                                             | 14.624.880 | 88,7 |         |
| Wahlberechtigte                                    | 16.494.906 |      |         |
|                                                    |            |      |         |
| Quellen: ONPE, Insgesamt – Ergebnis nach Distrikte |            |      |         |